# Sa Talaia
Der Sa Talaia ist mit 475 Metern Höhe der höchste Berg der spanischen Baleareninsel Ibiza und der fünfthöchste der Balearen.
Er liegt im Zentrum des Gemeindegebietes von San José im Süden der Insel. Vom Sa Talaia hat man einen weiten Panoramablick über die Insel, der Berg ist gut zum Wandern geeignet.